# Дхадинг (район)
Дхадинг (непальск. धादिङ जिल्ला) — один из 75 районов Непала. Входит в состав зоны Багмати, которая, в свою очередь, входит в состав Центрального региона страны. Административный центр — город Дхадинг-Беси.
Граничит с районом Расува (на северо-востоке), районом Нувакот (на востоке), районом Катманду (на юго-востоке), районами Макванпур и Читван зоны Нараяни (на юге), районом Горкха зоны Гандаки (на западе) и Тибетским автономным районом КНР (на крайнем севере). Площадь района составляет 1926 км². Основные реки — Трисули и Будхи-Гандаки.
Население по данным переписи 2011 года составляет 336 067 человек, из них 157 834 мужчины и 178 233 женщины. По данным переписи 2001 года население насчитывало 338 658 человек.